# Кріхенвіль
Кріхенвіль (нім. Kriechenwil) — громада  в Швейцарії в кантоні Берн, адміністративний округ Берн-Міттельланд.

## Географія
Громада розташована на відстані близько 18 км на захід від Берна.
Кріхенвіль має площу 4,7 км², з яких на 5,4% дозволяється будівництво (житлове та будівництво доріг), 54,2% використовуються в сільськогосподарських цілях, 40,2% зайнято лісами, 0,2% не є продуктивними (річки, льодовики або гори).

## Демографія
2019 року в громаді мешкало 442 особи (+7,5% порівняно з 2010 роком), іноземців було 6,3%. Густота населення становила 93 осіб/км².
За віковим діапазоном населення розподілялося таким чином: 16,5% — особи молодші 20 років, 51,1% — особи у віці 20—64 років, 32,4% — особи у віці 65 років та старші. Було 197 помешкань (у середньому 2,2 особи в помешканні).
Із загальної кількості 139 працюючих 51 був зайнятий в первинному секторі, 39 — в обробній промисловості, 49 — в галузі послуг.